# Sea Breeze (cocktail)
Il Sea Breeze (in italiano brezza marina) è un cocktail alcolico riconosciuto ufficialmente dalla International Bartenders Association. Fa parte della categoria Popular ed è un long drink.

## Storia
Trattasi di un cocktail tipicamente estivo (la brezza del mare), anche grazie alla disponibilità degli ingredienti stagionali. Vodka e succo di frutta rappresenta un mix vincente presente in numerosi drink (come lo Screwdriver). Esiste anche una variante hawaiana, il Bay breeze, con il succo di ananas al posto del succo di pompelmo.
Il cocktail risale agli anni venti, tuttavia pare che la ricetta originale fosse differente da quella usata oggi: per esempio gin e granatina prendevano il posto della vodka e del succo di pompelmo.

## Preparazione

### Ingredienti
- 4,0 cl di vodka
- 12,0 cl di succo di mirtillo rosso
- 3,0 cl di succo di pompelmo

### Procedimento
Si versano gli ingredienti in un bicchiere tipo highball, riempito con ghiaccio. Si guarnisce, infine, con una fettina di lime e si serve con due cannucce.